# Yago Pikachu
Glaybson Yago Souza Lisboa, mais conhecido como Yago Pikachu (Belém, 5 de junho de 1992), é um futebolista brasileiro que atua como lateral-direito, meia e ponta-direita. Atualmente joga no Fortaleza. Conhecido pela velocidade e eficiência no ataque, é um dos ídolos do clube cearense e também do Paysandu.

## Carreira

### Início
Nascido em Belém, Yago deu início a sua carreira aos nove anos de idade no time de futsal da Tuna Luso, o mesmo que revelou o meia Paulo Henrique Ganso. Foi lá onde recebeu, do técnico Capitão, o apelido de Pikachu, por sua baixa estatura e rapidez. Na época, ele não gostava de ser chamado assim.

### Paysandu
Em 2005, aos treze anos de idade, o jogador chegou as categorias de base do Paysandu.

#### 2012
Após vários anos atuando pelas categorias de base do clube, o lateral realizou sua estreia como profissional em 2012 contra o Cametá, na Curuzu, em partida válida pelo Campeonato Paraense; na ocasião o Papão acabou derrotado por 2 a 1. No mesmo ano, o jogador marcou o primeiro gol de sua carreira profissional, diante do Águia de Marabá, em partida válida novamente pelo Estadual, mas viu novamente seu time ser derrotado por 2 a 1. Ainda em 2012, o lateral disputou seu primeiro campeonato nacional, a Série C, na qual marcou 6 gols, sendo dois deles muito importantes, marcados diante do Macaé na fase final, os quais garantiram o acesso do time paraense para a segunda divisão do ano seguinte.
Seu desempenho no Paysandu em 2012 chamou a atenção do então técnico do Palmeiras, Gilson Kleina. Apesar do desejo do treinador, a contratação de Pikachu foi barrada pela diretoria do clube paulista.

#### 2013
Em 2013, o jogador conquistou de forma invicta o Campeonato Paraense, seu primeiro título como profissional, sendo um dos destaques do time na competição, tendo marcado seis gols Em partida válida pela Série B, contra o Avaí, Yago Pikachu chegou a marca de 100 jogos pelo Paysandu, e foi homenageado com uma placa antes do início do jogo, mas o Papão acabou sendo surpreendido dentro de casa e perdendo por 2 a 0 para os catarinenses. Mesmo com o rebaixamento de sua equipe, sua primeira participação na Série B foi bastante positiva, tendo marcado 9 gols na competição.

#### 2014
Em 2014, Yago Pikachu contribuiu novamente para o acesso do Paysandu à Série B, ajudando a equipe a chegar na final, onde marcou um gol no primeiro jogo; porém sua equipe acabou perdendo o título para o Macaé.

#### 2015
Em 2015, diante do ABC, o jogador marcou um gol olímpico na vitória por 2 a 0 fora de casa, em partida válida pela Série B. Em 15 de agosto, atingiu a marca de 200 jogos com a camisa do Papão, em partida válida pela Série B, na ocasião o time do Pará venceu o Oeste por 3 a 1 no Mangueirão. Em partida válida pela Copa do Brasil diante do Fluminense, Yago marcou um belo gol de falta em pleno Maracanã; mesmo saindo com a derrota por 2 a 1 o lateral teve uma ótima atuação. Pikachu foi novamente destaque tendo em dois minutos marcado um gol e dando passe para outro na vitória por 3 a 2 sobre o Botafogo, no Engenhão, em partida válida pela Série B. No total, foram 20 gols marcados no ano, sendo esse o melhor ano de sua carreira até então.

### Vasco da Gama
No dia 16 de dezembro de 2015, Pikachu foi anunciado como o primeiro reforço do Vasco da Gama para a temporada de 2016.

#### 2016
Estreou na goleada por 4 a 1 sobre o Madureira em São Januário, válida pela primeira rodada do Cariocão, entrando no intervalo da partida. Constantemente utilizado como suplente no meio-campo e na lateral, o jogador ajudou a equipe a conquistar o Estadual invicto, seu primeiro título pelo clube.
Em 16 de julho, marcou seu primeiro gol com a camisa do Cruzmaltino, no empate em 1 a 1 diante do Luverdense, no Passo das Emas, válido pela Série B. No jogo seguinte, diante no Santa Cruz no Arruda, Pikachu marcou novamente, contribuindo na vitória cruzmaltina por 3 a 2, válida pela Copa do Brasil. Marcou ainda mais duas vezes na Série B, diante do Oeste, e do Joinville, sendo ambos os jogos em São Januário.

#### 2017
Diante do Madureira, em 22 de março, o jogador deixou sua marca pela primeira vez no ano, dando a vitória por 1 a 0 ao Gigante da Colina em São Januário, válida pelo Campeonato Carioca. Marcou pela primeira vez em clássicos pelo Vasco no empate em 2 a 2 contra o Flamengo no Mané Garrincha, válido pelo Estadual.
Marcou seu primeiro gol na Série A do Brasileirão diante do Bahia em São Januário, em um jogo onde o Vasco saiu com a vitória por 2 a 1. Novamente em São Januário, o jogador marcou o gol da vitória vascaína por 1 a 0, diante do Avaí, novamente pelo certame nacional.

#### 2018

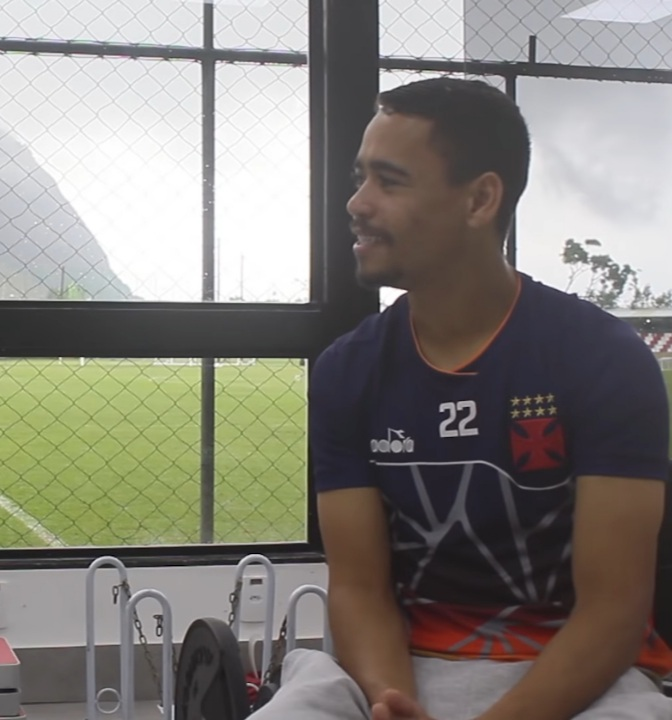
Pikachu com o Vasco em 2018

No segundo jogo da equipe na temporada de 2018, Pikachu marcou o seu décimo gol com a camisa do Vasco, sendo o terceiro da vitória por 4 a 2 sobre o Nova Iguaçu em São Januário, válida pelo Campeonato Carioca. Em seu primeiro jogo de Copa Libertadores na carreira, o lateral marcou o terceiro gol da goleada por 4 a 0 sobre a Universidad Concepción no Municipal de Concepción. No jogo de volta em São Januário, o jogador marcou novamente, dando números finais vitória por 2 a 0 que sacramentou a classificação do Gigante da Colina. Em grande fase, o lateral marcou pela terceira vez consecutiva na competição, sendo o terceiro gol da goleada por 4 a 0 sobre o Jorge Wilstermann, novamente em São Januário. Novamente pelo Estadual, o jogador marcou o primeiro gol da emocionante vitória por 4 a 3 sobre o Boavista, no Estádio Kleber Andrade. Em 2018 foi o artilheiro do Vasco, com 19 gols em 59 partidas disputadas.

#### 2019
Diante da Portuguesa, no dia 30 de janeiro, Pikachu Marcou o seu 29º gol Com a Camisa Cruzmaltina, e que deu a vitória ao vasco por 1 a 0. Logo no jogo seguinte, no clássico contra o Fluminense, Pikachu marcou, novamente de pênalti, o gol da vitória vascaína por 1 a 0. Marcou novamente na vitória do Vasco contra o Resende por 3 a 0, e nessa partida Pikachu foi o autor do segundo gol vascaíno. No dia 23 de fevereiro, no clássico contra o Botafogo, Pikachu marcou o gol que abriu o placar do jogo, que terminou empatado em 1 a 1. Pikachu fez seu 34º gol na vitória cruz maltina contra o Foz do Iguaçu em um amistoso, se tornando o maior lateral artilheiro da história do Vasco, superando Felipe com 33. Na volta do Brasileirão, na partida contra o Grêmio, depois da parada para a Copa América, Pikachu marcou de pênalti o seu 35º gol com a camisa do Vasco. Nesse mesmo jogo, Pikachu chegou a marcar um outro gol, porém ele foi anulado pelo VAR. Na partida contra o Fortaleza, Pela 25 rodada do Brasileirão, Pikachu marcou de Pênalti o gol da vitória Vascaína. Além disso, com o gol marcado sobre o Fortaleza, Yago chegou aos 100 gols na carreira, sendo 97 oficiais e 3 em amistosos (2 pelo Paysandu e 1 pelo Vasco).

#### 2021
Após quase 1 ano e 3 meses sem balançar as redes, Pikachu marcou seu 100° gol oficial, de pênalti, fechando a vitória por 3 a 0 sobre o Botafogo, na 29° rodada do Brasileirão 2020.
O curioso é que apesar de seus 100 gols na carreira, sendo 38 pelo Vasco, nem todos foram atuando como lateral. Um levantamento feito por Valmir Storti, jornalista do Espião Estatístico, concluiu que dos 38 gols de Pikachu pelo Vasco, apenas 13 (equivalente à 34,2%) foram atuando o jogo todo pela lateral-direito, os outros foram jogando de meia ou ponta-direita nas partidas.
Marcou também na vitória sobre o Atlético Mineiro por 3 a 2, válido pela 32° rodada do Brasileirão 2020.
Se despediu do Vasco como o recordista de jogos do Vasco no século XXI, com 253 jogos oficiais e 39 gols marcados.

### Fortaleza
Foi anunciado como novo reforço do Fortaleza na temporada 2021 no dia 12 de março, com contrato até dezembro de 2022.

#### 2021
Fez sua estréia pelo Leão em 23 de março de 2021, na derrota por 1 a 0 para o Santa Cruz, válido pela 5° rodada da Copa do Nordeste. Fez seu 1° gol com a camisa do Leão da Pici em 6 de abril de 2021, fazendo um bonito gol de falta que deu a vitória por 1 a 0 sobre o Ypiranga e classificou o clube para a 3° fase da Copa do Brasil. Curiosamente, Yago não fez nenhum gol de falta pelo seu antigo clube, Vasco. 
Em 30 de maio, Yago marcou os 2 gols da vitória do Fortaleza contra o Atlético Mineiro  fora de casa pela 1a rodada do Brasileirão 2021. No rodada seguinte do Campeonato Brasileiro, Pikachu fez um dos gols na goleada por 5 a 1 sobre o Internacional. Em 14 de julho de 2022, o jogador foi vendido para o Shimizu S-Pulse, do Japão. O clube pagou a multa rescisória no valor de US$ 800 mil (cerca de R$ 4,3 milhões). Em sua primeira passagem pelo Leão do Pici, Pikachu fez 96 jogos com 29 gols e 16 assistências.

### Shimizu S-Pulse
No dia 18 de julho de 2022, Pikachu foi anunciado pelo Shimizu S-Pulse, com contrato válido até o fim de 2024. Pelo clube japonês, Pikachu fez 12 jogos, não marcando nenhum gol na campanha que culminou com o rebaixamento da equipe na liga local.

### Retorno ao Fortaleza
Em 27 de dezembro de 2022, o Fortaleza anunciou o retorno de Pikachu, por empréstimo até 31 de dezembro de 2023, com opção de compra ao fim do contrato. Em 25 de dezembro de 2023, o time nordestino anunciou a compra dos direitos de Pikachu, que assinou um contrato válido até o final de 2025.

## Estatísticas
Atualizados até dia 6 de maio de 2025.
| Clube             | Temporada         | Campeonato nacional | Campeonato nacional | Campeonato nacional | Copa nacional[a] | Copa nacional[a] | Copa nacional[a] | Competições continentais[b] | Competições continentais[b] | Competições continentais[b] | Outros torneios[c] | Outros torneios[c] | Outros torneios[c] | Total | Total | Total   |
| Clube             | Temporada         | Jogos               | Gols                | Assist.             | Jogos            | Gols             | Assist.          | Jogos                       | Gols                        | Assist.                     | Jogos              | Gols               | Assist.            | Jogos | Gols  | Assist. |
| ----------------- | ----------------- | ------------------- | ------------------- | ------------------- | ---------------- | ---------------- | ---------------- | --------------------------- | --------------------------- | --------------------------- | ------------------ | ------------------ | ------------------ | ----- | ----- | ------- |
| Paysandu          | 2012              | 19                  | 6                   | 3                   | 5                | 2                | 1                | —                           | —                           | —                           | 21                 | 4                  | 1                  | 45    | 12    | 5       |
| Paysandu          | 2013              | 35                  | 9                   | 5                   | 4                | 0                | 1                | —                           | —                           | —                           | 22                 | 6                  | 7                  | 61    | 15    | 13      |
| Paysandu          | 2014              | 22                  | 4                   | 3                   | 5                | 1                | 1                | —                           | —                           | —                           | 27                 | 10                 | 5                  | 54    | 15    | 9       |
| Paysandu          | 2015              | 33                  | 9                   | 7                   | 8                | 4                | 1                | —                           | —                           | —                           | 20                 | 7                  | 5                  | 61    | 20    | 13      |
| Paysandu          | Total             | 109                 | 28                  | 18                  | 22               | 7                | 4                | 0                           | 0                           | 0                           | 90                 | 27                 | 18                 | 221   | 62    | 40      |
| Vasco da Gama     | 2016              | 27                  | 3                   | 3                   | 8                | 1                | 1                | —                           | —                           | —                           | 11                 | 0                  | 1                  | 46    | 4     | 5       |
| Vasco da Gama     | 2017              | 27                  | 2                   | 3                   | 2                | 0                | 0                | —                           | —                           | —                           | 13                 | 3                  | 1                  | 42    | 5     | 4       |
| Vasco da Gama     | 2018              | 35                  | 10                  | 1                   | 2                | 1                | 1                | 11                          | 4                           | 0                           | 11                 | 4                  | 1                  | 59    | 19    | 5       |
| Vasco da Gama     | 2019              | 36                  | 5                   | 2                   | 6                | 1                | 0                | 0                           | 0                           | 0                           | 16                 | 4                  | 1                  | 58    | 10    | 3       |
| Vasco da Gama     | 2020              | 28                  | 2                   | 0                   | 6                | 0                | 0                | 5                           | 0                           | 0                           | 9                  | 0                  | 2                  | 48    | 2     | 2       |
| Vasco da Gama     | Total             | 153                 | 22                  | 9                   | 24               | 3                | 2                | 16                          | 4                           | 0                           | 60                 | 11                 | 6                  | 253   | 40    | 19      |
| Fortaleza         | 2021              | 34                  | 9                   | 5                   | 8                | 2                | 2                | —                           | —                           | —                           | 8                  | 1                  | 0                  | 50    | 12    | 8       |
| Fortaleza         | 2022              | 14                  | 4                   | 0                   | 4                | 3                | 0                | 8                           | 2                           | 4                           | 18                 | 8                  | 4                  | 44    | 17    | 8       |
| Fortaleza         | 2023              | 37                  | 7                   | 1                   | 4                | 1                | 1                | 15                          | 3                           | 3                           | 18                 | 2                  | 3                  | 74    | 13    | 8       |
| Fortaleza         | 2024              | 33                  | 2                   | 4                   | 4                | 0                | 0                | 10                          | 5                           | 2                           | 19                 | 6                  | 1                  | 66    | 13    | 7       |
| Fortaleza         | 2025              | 7                   | 0                   | 0                   | 1                | 0                | 0                | 3                           | 0                           | 1                           | 14                 | 4                  | 1                  | 25    | 4     | 2       |
| Fortaleza         | Total             | 125                 | 20                  | 10                  | 21               | 6                | 3                | 35                          | 10                          | 10                          | 75                 | 21                 | 9                  | 256   | 59    | 32      |
| Shimizu S-Pulse   | 2022              | 12                  | 0                   | 0                   | —                | —                | —                | —                           | —                           | —                           | —                  | —                  | —                  | 12    | 0     | 0       |
| Shimizu S-Pulse   | Total             | 12                  | 0                   | 0                   | —                | —                | —                | —                           | —                           | —                           | —                  | —                  | —                  | 12    | 0     | 0       |
| Total na carreira | Total na carreira | 398                 | 72                  | 37                  | 67               | 16               | 9                | 52                          | 14                          | 10                          | 225                | 59                 | 33                 | 742   | 161   | 92      |

- a. ^ Jogos da Copa do Brasil
- b. ^ Jogos da Copa Libertadores da América e Copa Sul-Americana
- c. ^ Jogos de Campeonatos estaduais, Copa do Nordeste e Torneios amistosos

## Títulos
Paysandu
- Campeonato Paraense: 2013

Vasco da Gama
- Campeonato Carioca: 2016
- Taça Guanabara: 2016 e 2019
- Taça Rio: 2017

Fortaleza
- Campeonato Cearense: 2021, 2022, 2023[9]
- Copa do Nordeste: 2022, 2024[9]

### Prêmios individuais
Paysandu
- Revelação do Campeonato Paraense: 2012
- Melhor lateral-direito do Campeonato Paraense: 2012, 2013 e 2015
- Melhor jogador do Campeonato Paraense: 2015
- Melhor lateral-Direito do Campeonato Brasileiro - Série B: 2015

Vasco da Gama
- Melhor lateral-direito do Campeonato Carioca: 2018

Fortaleza
- Seleção do Campeonato Brasileiro: 2021
- Seleção da Copa do Nordeste: 2022

### Recordes
- Terceiro maior artilheiro do Paysandu no século XXI
- Lateral que mais fez gols pelo Vasco da Gama: 40 gols[57]
- Jogador com mais jogos pelo Vasco no século XXI: 253 jogos[27]